# Universidad Abierta de Cataluña

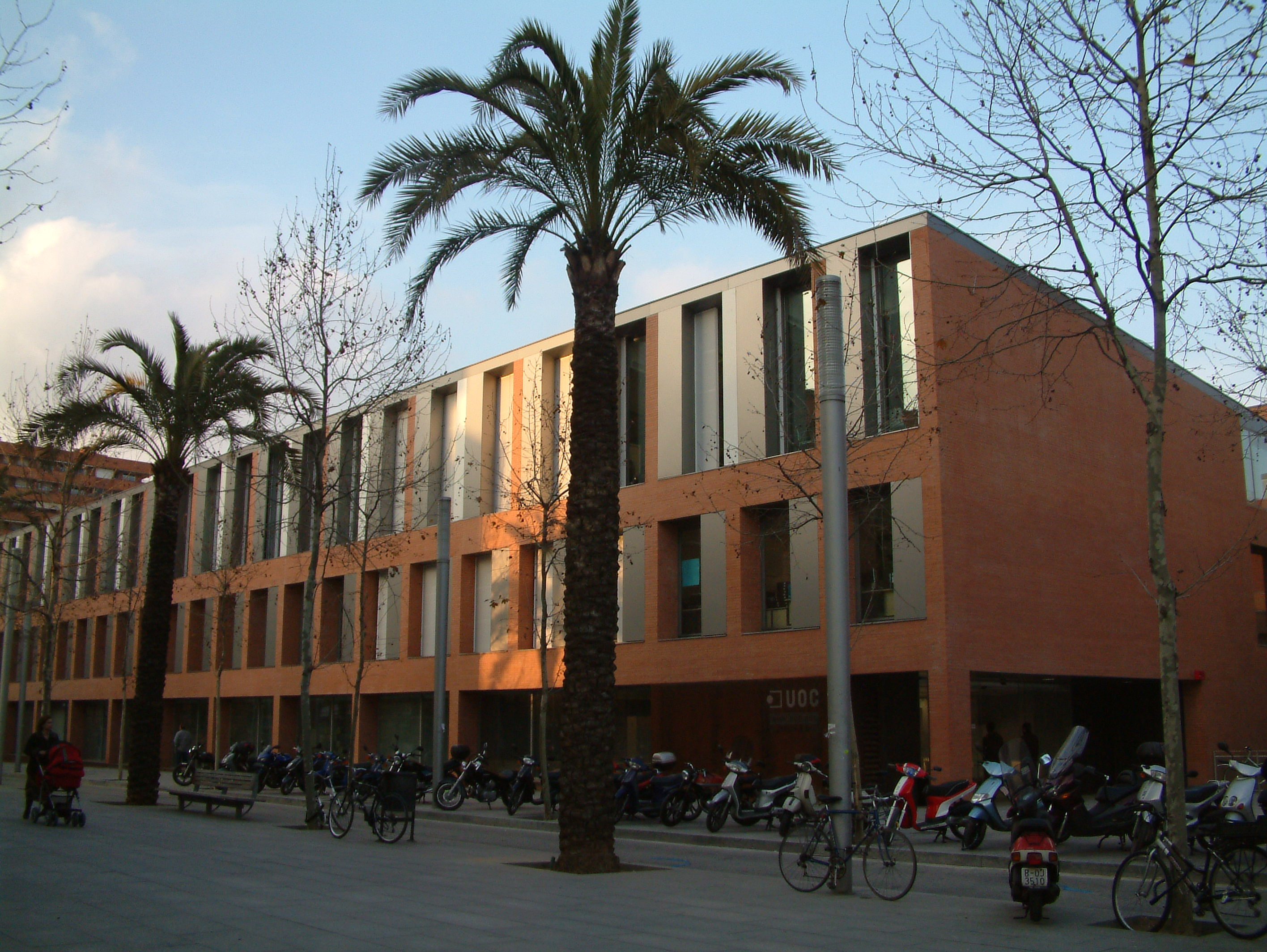
Sede 22@ de la UOC, en Barcelona (Rambla del Poblenou).

La Universidad Abierta de Cataluña (en catalán: Universitat Oberta de Catalunya), conocida como la UOC, es una universidad privada española con sede en Barcelona. Fue creada en junio de 1995 y su oferta académica incluye programas de grados (pregrados), especializaciones, másteres, y doctorados, así como seminarios, asignaturas que se pueden cursar libremente, y cursos de idiomas. Las lenguas que se utilizan para desarrollar la actividad académica son el castellano, el inglés y el catalán, según los requerimientos de cada uno de los programas académicos. 
La UOC, aun siendo de gestión privada, forma parte de la Asociación Catalana de Universidades Públicas (ACUP). Esta fue creada en el año 2002, e incluye a la Universidad de Barcelona (UB), Autónoma de Barcelona (UAB), Politécnica de Cataluña (UPC), Pompeu Fabra (UPF), y universidades de Gerona (UdG), Lérida (UdL) y Rovira i Virgili (URV). También forma parte de la Red Vives de Universidades, una red de universidades que imparten cursos en lengua catalana, nombrada en honor al humanista Juan Luis Vives; y de la European Universities Association.El Internet Interdisciplinary Institute (IN3), el eLearn Center (eLC) y el eHealth Center constituyen los tres centros de investigación de la UOC.Según la propia universidad, su modelo educativo está basado en la formación continua a través del e-learning.

## Historia
La UOC se creó en 1994 de acuerdo con el mandato incorporado en la Moción 28/IV del Parlamento de Cataluña, el cual instaba al Gobierno de la Generalidad de Cataluña a, según el texto, «adoptar las medidas pertinentes para consolidar un sistema de enseñanza universitaria a distancia [...] adecuado a la realidad social contemporánea».
El Gobierno de la Generalidad de Cataluña impulsó la creación de la UOC, participando en la financiación del proyecto y en la composición del Patronato que gobierna la universidad. En concreto, se constituyó mediante escritura pública el 6 de octubre de 1994, adoptando la forma jurídica de una fundación, la Fundación para la Universidad Abierta de Cataluña (FUOC).
A su vez, la UOC fue reconocida mediante la Ley del Parlamento de Cataluña 3/1995, de 6 de abril, de reconocimiento de la UOC.

## Organización de la UOC

### Patronato
La administración, la gestión y la representación de la Fundación de la UOC corresponden a los órganos de gobierno siguientes: el Patronato, que es el máximo órgano de representación, gobierno y administración de la FUOC; la Comisión Permanente, que actúa como  órgano permanente en la administración y la gestión de la Fundación; y el Consejo Asesor, que asiste el Patronato como órgano consultivo o asesor de la Fundación. 

### Órganos de gobierno
Los órganos de gobierno unipersonales son el rector, que representa y gobierna la institución; los vicerrectores, que asisten al rector y llevan a cabo funciones que este encarga; el secretario general, que tiene asignadas las funciones que le asigne el rector; y el gerente, que dirige la gestión ordinaria de la UOC, así como las funciones de control legal, económico y presupuestario de la actividad de la universidad.  
Los órganos de gobierno colegiados están formados por el Consejo de Gobierno, que es el encargado de establecer las líneas generales de funcionamiento de la UOC; el Consejo de Dirección, que es el órgano permanente de administración y gestión de la UOC y su misión es conducir los asuntos ordinarios de la institución; y la Comisión Estratégica, que tiene como funciones principales proponer al Consejo de Gobierno el plan estratégico y el plan de objetivos de cada curso y hacer el seguimiento y la coordinación de la ejecución, proponer al rector y al Consejo de Gobierno acciones estratégicas y específicas, favorecer la coordinación entre los diversos sectores de la UOC y facilitar a todos sus miembros la información necesaria para asegurar que fluya entre toda la organización.
Asimismo, la UOC se rige también por la Comisión Académica, que sigue y coordina la ejecución de la actividad académica de acuerdo con el Plan estratégico de la UOC y el Plan anual de objetivos, la coordinación y el alineamiento estratégico de la docencia, la investigación, la difusión y la transferencia de tecnología de la UOC, el impulso de los programas interdisciplinares, la promoción del desarrollo de la comunidad académica y de sus miembros, el asesoramiento al rector, al Consejo de Gobierno y a la Comisión Estratégica, en todos los ámbitos de la vida académica; y la Comisión de Gestión, que sigue y coordina la actividad de gestión de la UOC de acuerdo con el Plan anual de objetivos, el Plan estratégico vigente y las directrices del Patronato de la Fundación, el impulso de las medidas de gestión adecuadas para cumplir los objetivos generales de la institución, el asesoramiento al Consejo de Gobierno y a las distintas comisión en todos los ámbitos específicos de gestión.

## Estudios (áreas docentes)
La UOC estructura la oferta formativa en siete estudios o áreas docentes:
- Estudios de Artes y Humanidades.
- Estudios de Ciencias de la Salud.
- Estudios de Ciencias de la Información y de la Comunicación.
- Estudios de Derecho y Ciencia Política.
- Estudios de Economía y Empresa.
- Estudios de Informática, Multimedia y Telecomunicación.
- Estudios de Psicología y Ciencias de la Educación.

## Evaluación
La UOC forma parte del Espacio Europeo de Educación Superior, que promueve una enseñanza basada en la evaluación continua. De esta manera la evaluación en la UOC se adapta a la normativa, basando dicha evaluación en «pruebas de evaluación continuada» (PEC), siendo necesario para superar una asignatura aprobar de manera obligatoria cuatro de cinco PEC (generalmente) y la realización de un examen de una hora (prueba de síntesis o prueba de validación). Sin embargo, la mayoría de las asignaturas ofrecen la posibilidad de realizar un examen presencial final (de dos horas de duración) para los estudiantes que no puedan o no deseen realizar la evaluación continuada, que se desarrolla simultáneamente en varias ciudades de toda España, al mismo tiempo que se realizan las pruebas de síntesis o de validación (también obligatorias y presenciales). Además, existen asignaturas para las cuales es obligatorio realizar un examen presencial de dos horas. Una de las singularidades de la Universidad es que, exceptuando la nota final de la asignatura, el resto no se da con calificaciones numéricas, sino que se utiliza la notación A, B, C+, C-, D y N.

## Graduados
Total de graduados acumulados con datos del curso 2017-2018: 71.598

## Rectores
| Rector/a                  | Mandato   |
| ------------------------- | --------- |
| Gabriel Ferrate Pascual   | 1995-2005 |
| Imma Tubella Casadevall   | 2005-2013 |
| Josep A. Planell i Estany | 2013-2023 |
| Àngels Fitó               | 2023-     |

## Revistas académicas
Los estudios de la UOC impulsan las siguientes publicaciones:
- Artnodes. Intersecciones entre arte, ciencia y tecnología
- Textos Universitaris de Biblioteconomia i Documentació (coeditada con la Universidad de Barcelona)
- COMeIN. Revista de los Estudios de Ciencias de la Información y de la Comunicación
- Dictatorships & democracies. Journal of History and Culture (coeditada con la Fundación Carles Pi y Sunyer)
- Digithum. Las humanidades en la era digital. Una perspectiva relacional sobre cultura, individuo y sociedad en la modernidad tardía (coeditada con la Universidad Antioquia - Colombia)
- ETHE. International Journal of Educational Technology in Higher Education (coeditada con la Universidad de Los Andes - Colombia)
- IDP. Revista de Internet, Derecho y Política
- Journal of Conflictology
- Mosaic. Revistas de tecnologías y comunicación multimedia impulsada por los Estudios de Informática, Multimedia y Telecomunicación
- Internet Policy Review. Journal of internet regulation (coeditada con Alexander von Humboldt Institute for Internet and Society - HIIG)
- Oikonomics. Revista de economía, empresa y sociedad

## Cátedras
- Cátedra UNESCO Educación y Tecnología para el Cambio Social
- Cátedra UNESCO Alimentación, Cultura y Desarrollo
- Cátedra Miró
- Cátedra Telefónica-UOC de Diseño y Creación Multimedia
- Cátedra UOC-BSA para la Investigación Aplicada y el Análisis de Datos en Salud
- Cátedra IBM-UOC de Ciberseguridad[30]
- Cátedra en Discapacidad, Empleo e Innovación Social

## Biblioteca

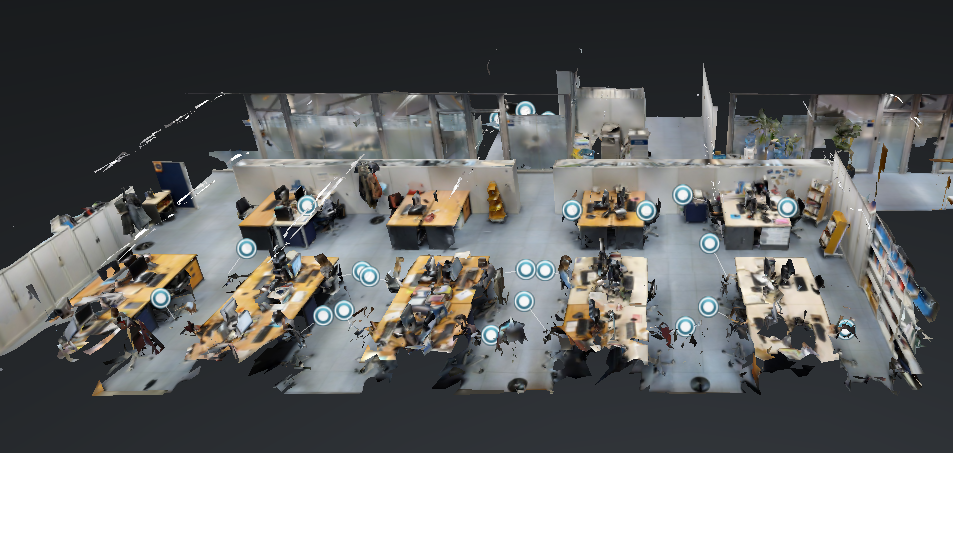
Recorrido virtual por la Biblioteca de la UOC

La Biblioteca de la UOC es una biblioteca universitaria en línea creada en 1995, que da apoyo a la docencia, investigación y gestión de su comunidad de usuarios (estudiantes, profesores e investigadores) de la Universidad Abierta de Cataluña.
Inicialmente estaba ubicada en el número 3 de la Avenida de las Drassanes de Barcelona. Desde 2005, la biblioteca se gestiona del Campus UOC ubicado en el barrio de Poblenou de Barcelona. Desde allí se da servicio a una comunidad de más de 70.000 usuarios, que se bajan anualmente más de un millón de documentos a texto completo, de los cuales 316.000 son libros electrónicos: más de 1650 artículos y 860 libros electrónicos cada día.
Desde 2009 colabora con el almacén GEPA (Garantía de Espacio para la Perpetuidad del Acceso) una iniciativa del Consorcio de Bibliotecas Universitarias de Cataluña ubicada en Lérida y que funciona como almacén cooperativo creado para conservar y preservar documentos poco consultados. Ofrece servicios tanto a estudiantes de la UOC como investigadores y profesorado, y gestionan las revistas científicas de la UOC, entre las que destacan Artnodes, BID, Digithum o IDP, entre otros. El año 2017 la publicó un recorrido en realidad virtual para su personal. Han ejercido de directores Dora Pérez, Josep Torn, Ciro Llueca y Esther Simón.

## Honoris causa
- Josep Laporte (2003)
- Tony Bates (2005)
- Jordi Pujol i Soley (2006)
- William J. Mitchell (2006)
- Alain Touraine (2007)
- Sir Timothy Berners-Lee (2008)
- Brenda M. Gourley (2011)
- Aina Moll (2012)
- Hanna Damásio (2012)
- Alejandro Jadad (2018)
- Manuel Borja-Villel (2018)
- Mary Beard (2019)
- Marianna Mazzucato(2022)
- Wendy Hall (2023)